# Krokus (Band)
Krokus ist eine schweizerische Hard-Rock-Band.
Nachdem die aus Solothurn stammende Gruppe ihre Karriere mit verspieltem Progressive Rock begonnen hatte, feierte sie nach einer radikalen Stiländerung hin zu geradlinigem, rifflastigem Hard Rock ihre grössten Erfolge in der ersten Hälfte der 1980er Jahre. Aufgrund dessen fallen nicht selten Vergleiche mit AC/DC, wenngleich Krokus auch Balladen in ihr Songrepertoire aufnahm. Die Band erlangte mehrere Platinauszeichnungen und bekam 1983 die Ehrenbürgerschaft von Memphis (Tennessee). Noch grössere Erfolge blieben der Formation nicht zuletzt wegen der unzähligen Besetzungswechsel in der Bandhistorie verwehrt – seit dem Studioalbum Hardware von 1981 wurden sämtliche Nachfolger bis heute in einer jeweils anderen Besetzung eingespielt.
Das im Jahr 2003 veröffentlichte Album Rock the Block markierte die Rückkehr der Band in die Erfolgsspur und bescherte Krokus das erste Nummer-1-Album in ihrer Heimat. Seitdem und insbesondere mit der 2008 vollzogenen Wiedervereinigung der Urformation konnte die Band ihren zwischenzeitlich verlorenen internationalen Bekanntheitsgrad wieder erheblich steigern. Mit den nach der Wiedervereinigung veröffentlichten Alben Hoodoo, Dirty Dynamite und Big Rocks, die ebenfalls auf Platz 1 der schweizerischen Albumcharts stiegen, konnte die Band auch musikalisch an die erfolgreichen Zeiten Anfang der 80er Jahre anknüpfen.

## Geschichte

### Der Eisbrecher: Krokus 1975–1976
Krokus wurde im Juli 1975 im schweizerischen Solothurn, einem Schmelztiegel vieler Bands (z. B. Kaktus, Terrible Noise, Montezuma, Lovely Fleas und Inside), auf Initiative von Chris von Rohr gegründet. Der Name Krokus kam Bandgründer Chris von Rohr schon vorher bei einem Spaziergang im Frühling beim Solothurner Hausberg Weissenstein, als ihm ein durch Schnee und Eis hindurchgebrochener Krokus als erste Blume dieses Jahres auffiel. Da ihm ausserdem auch der Bandname Kaktus gefiel – Kaktus war die erste und zudem zu dieser Zeit bekannteste Rockband in Solothurn, der von Rohr für einen Auftritt als zweitem Schlagzeuger neben Duco Aeschbach angehörte – und in Krokus passenderweise auch noch das Wörtchen «rok», wenngleich ohne c, enthalten war, war von Rohr überzeugt, den richtigen Namen für seine zukünftige Band gefunden zu haben. Ihre ersten Proben hielt die neuformierte Band im Keller einer psychiatrischen Klinik in Langendorf, einer Vorortgemeinde von Solothurn, ab. Die ursprüngliche Besetzung bestand aus dem als Schlagzeuger und Pianisten agierenden von Rohr, dem Leadgitarristen Tommy Kiefer, dem Rhythmusgitarristen Hansi Droz und Remo «Cemu» Spadino am Bass. Gitarrist Kiefer und Bassist Spadino gehörten vorher ebenfalls dem Line-Up von Kaktus an. Das erste Konzert absolvierte die Gruppe als Vorband von Nella Martinetti im Saalbau in Gerlafingen, ebenfalls in der Schweiz. Da der bei diesem Auftritt agierende Sänger Peter Richard – ehemaliger Frontmann und Bassist von Terrible Noise – beschloss, der Band nur noch temporär zur Verfügung zu stehen, übernahmen Chris von Rohr und Tommy Kiefer die meisten Gesangsparts beim Debütalbum Krokus. Richard sang dennoch noch zwei Kompositionen des Erstlings ein und beteiligte sich zudem als Songwriter.
Das erste, selbstbetitelte Album Krokus, das von Peter J. Mac Taggart im Sinus Studio in Bern produziert wurde, erschien 1976 und hatte stilistisch noch wenig mit dem riffbetonten Hard Rock zu tun, der die Band später berühmt machen sollte. Verspielte, progressive Klänge waren stattdessen darauf zu hören. Der Veröffentlichung folgten u. a. zwei Konzerte im Vorprogramm der damals ebenfalls noch weniger bekannten Scorpions, die gerade ihr Album In Trance veröffentlicht hatten, im Volkshaus in Zürich und im Kultur Casino in Bern sowie ein Festivalauftritt als Vorgruppe von Rumpelstilz im schweizerischen Kloten. Dabei präsentierte die Band mit Daniel Debrit einen neuen Frontmann, der aber schon bald darauf wieder die Segel streichen sollte. Von ihrem Debüt, dem sogenannten «Eisbrecher», produzierte und verkaufte Krokus insgesamt 560 Stück.

### Die ersten Hard-Rock-Klänge: To You All 1977
Anfang 1977 fusionierte Krokus aufgrund mehrerer Anwerbungsversuche von Chris von Rohr mit Montezuma, einer weiteren Band aus Solothurn. Von der ursprünglichen Krokus-Besetzung blieben nur Tommy Kiefer und Chris von Rohr übrig, wobei zweitgenannter das Schlagzeug abgab und gänzlich den Gesang übernahm. Neu hinzu kamen Rhythmusgitarrist Fernando von Arb, der Hansi Droz beerbte, Bassist Jürg Naegeli, der Remo Spadino ablöste, und Schlagzeuger Freddy Frutig, der später unter dem Namen Freddy Steady weitaus bekannter werden sollte. In dieser neuformierten Besetzung bot sich für Krokus die Gelegenheit, sowohl ein paar Konzerte im Vorprogramm der Progressive-Rock-Band TEA, der damals auch Marc Storace angehörte, zu absolvieren, als auch einen Auftritt als Vorgruppe von Jane im Volkshaus in Zürich zu spielen. Im Anschluss wurde der erste Teil des wiederum von Peter J. Mac Taggart im Sinus Studio in Bern produzierten Albums To You All eingespielt, bevor die Band eine Gastspielreise an die Costa Brava in Spanien unternahm. Dort spielte man zunächst einen Monat lang an fünf Tagen der Woche als Hausband in einem Club namens L’Arto in El Port de la Selva, ehe einige Auftritte entlang der Küste folgten. Während dieser Konzertreise entstanden dann auch die übrigen für das Album To You All benötigten Songs, die nach der Rückkehr in die Schweiz wiederum im Sinus Studio in Bern aufgenommen wurden. Die Musik war inzwischen deutlich mehr auf das Wesentliche reduziert und weniger verspielt, was auch «Highway Song», die erste Single der Bandgeschichte und zudem Eröffnungstitel des Albums, deutlich zeigte. Dieser Song markierte auch dank eines Videodrehs, wofür extra ein Autobahnabschnitt für den Verkehr gesperrt wurde, den ersten kleinen Hit für die Band in der Schweiz. Nach der Veröffentlichung des Albums folgte eine Tour durch die heimische Alpenrepublik, wiederum als Vorband von Rumpelstilz.

### Die vollständige Stilkorrektur: Pay It in Metal/Pain Killer 1978–1979
Im selben Line-Up wurde das nächste Album Pay it in Metal – auch unter dem Namen Pain Killer erschienen – innerhalb von fünf Tagen im Manor Studio in Oxford, Grossbritannien, eingespielt. Als Produzenten fungierten diesmal Fernando von Arb und Chris von Rohr. Auf die Veröffentlichung folgten die Singleauskopplung von «Susie», Videodrehs für die Songs «Rock Me, Rock You» und «Bye Bye, Baby» sowie Konzerte in der Schweiz, in Spanien und in Deutschland. Unterdessen wuchs der Erfolg von Krokus. Die Gruppe wurde in der Schweiz von den Fans zur besten nationalen Band gewählt und überdies Chris von Rohr zum besten Sänger des Jahres. Im Oktober 1978 trat Krokus dann erneut im Vorprogramm der Scorpions auf, ehe von Rohr registrierte, dass seine stimmlichen Fähigkeiten die Band für eine Ausrichtung hin zu einem geradlinigen, rifforientierten Hard Rock im Stile von AC/DC nicht weiterbrachten.
Deshalb wechselte von Rohr an den Bass, während Jürg Naegeli fortan für die Technik und den Livemix zuständig war. Kurz darauf schien Krokus in Henry Fries einen Sänger gefunden zu haben – die Band nahm mit ihm sogar schon Demoaufnahmen für das nächste Album auf – und man tourte als Vorgruppe der ungarischen Rockband Omega durch Deutschland, Österreich und Ungarn. Darüber hinaus eröffnete man in Hamburg ein Konzert für Mother’s Finest. Doch Fries konnte Krokus nicht treu bleiben, da er bereits ein Jahr vor seinem Einstieg bei der Formation einen Solovertrag in Italien unterzeichnet hatte, der ihn verpflichtete, am Festival von Sanremo teilzunehmen. Daraufhin verliess der Sänger die Band nach einem kurzen Gastspiel wieder.

### Der Durchbruch: Metal Rendez-Vous 1979–1980
Der Ausstieg von Fries war im Nachhinein ein absoluter Glücksfall für Krokus, denn als Nachfolger wurde nach intensiven Anwerbungsversuchen des Bassisten von Rohr der aus Malta stammende Frontmann Marc Storace verpflichtet, der mit TEA bereits drei Studioalben veröffentlicht hatte und anschliessend mit der britischen Band Eazy Money kurz in Erscheinung trat. Mit Storace am Mikro absolvierte die Band 1979 eine Deutschlandtour, deren Höhepunkt zwei Konzerte im legendären Star-Club in Hamburg waren.
Nachfolgend wurde mit einem Budget von 20'000 Schweizer Franken im Platinum One Studio in Zürich das erste Studioalbum mit Marc Storace am Gesang in Angriff genommen, welches schliesslich den Titel Metal Rendez-Vous tragen sollte. Das von Martin Pearson, Fernando von Arb und Chris von Rohr produzierte Album erschien im Frühjahr 1980 und stellte inklusive der Singles «Bedside Radio», «Tokyo Nights» und «Heatstrokes» den internationalen Durchbruch für Krokus dar. Insbesondere der Song «Heatstrokes», zu dem auch ein Videoclip produziert wurde, mauserte sich sowohl in Grossbritannien als auch in den USA zu einem Hit: Zum einen belegte der Titel Platz 1 in den Metal Charts der britischen Musikzeitschrift Sounds, wo sich zur gleichen Zeit mit «Bedside Radio» und «Come On» auch noch zwei weitere Songs des Albums in den Top 20 tummelten. Zum anderen erhöhte eine zu der Zeit anhaltende Hitzewelle westlich des Atlantiks den Bekanntheitsgrad des Songs in Amerika beträchtlich. Weltweit verkaufte sich das Album, das mit «Fire» und «Back-Seat Rock ’n’ Roll» weitere Songs beinhaltet, die auch heute noch das Liveset der Band bereichern, nachfolgend ca. drei Millionen Mal, was Vierfach-Platin bedeutete.
Im Anschluss an die Veröffentlichung absolvierte Krokus dann mit der ebenfalls schweizerischen Formation Bitch im Vorprogramm eine Konzertreise durch die heimische Alpenrepublik, bevor sich für die Band die Pforten des internationalen Rockbusiness öffneten: Zunächst tourte man als Vorgruppe für bekannte Hard-Rock-Bands wie Nazareth, Ted Nugent oder Rainbow durch Europa, ehe im Mai zusammen mit Girlschool, More und Angel Witch eine Tournee durch England unternommen wurde. Während dieser Auftritte führten Bassist von Rohr und Schlagzeuger Freddy Steady erstmals ihre sogenannte «Percussion Battle» (dt.: Schlagzeugschlacht) vor. Anschliessend folgte ab Anfang Juli mit einer Konzertreise im Vorprogramm von Sammy Hagar entlang der Westküste sowie mit einer Clubtour als Headliner, u. a. mit Quiet Riot im Vorprogramm, der erste Abstecher in die USA, der durch Auftritte im Vorprogramm von AC/DC und Cheap Trick noch veredelt wurde. Ende August kehrte Krokus nach England zurück, um auf dem legendären Reading Festival, dessen Headliner in diesem Jahr Rory Gallagher und Ian Gillan waren, zu spielen. Zurück in der Heimat, wurde der Band der «Kulturpreis für besonderes Schaffen» verliehen.

### Die Festigung des Renommees: Hardware 1980–1981
Bereits ab November 1980 nahm Krokus in den Roundhouse Studios in London das Nachfolgealbum Hardware auf, das Fernando von Arb und Chris von Rohr in Eigenregie produzierten. Zu dieser Zeit übernahm Butch Stone, der US-amerikanische Manager der Southern-Rock-Band Black Oak Arkansas, die Ankurbelung der Karriere der schweizerischen Band. Das 1981 erschienene Album baute mit den Singles «Rock City», «Smelly Nelly» und «Winning Man» sowie weiteren Songs wie «Easy Rocker» und «Celebration», die auch heute noch des Öfteren im Liveset der Band auftauchen, auf diesem Erfolg auf und erreichte nachfolgend Goldstatus in der Schweiz. Dass die Band auch über die Grenzen der Schweiz hinaus mehr und mehr an Bekanntheit zulegte, zeigte auch die nur in Grossbritannien veröffentlichte Industrial Strength EP, die die bis heute einzige Platzierung in den britischen Singlecharts einstrich. Allerdings wurde der Höhenflug der Band durch den unmittelbar nach der Albumveröffentlichung vollzogenen Rausschmiss des Leadgitarristen Tommy Kiefer, der mehr und mehr mit seiner Heroinabhängigkeit zu kämpfen hatte und überdies häufig unzuverlässig war, erstmals leicht gebremst. Dies sollte zwar anfangs aufgrund der Erfolgswelle, auf der sich die Band zu der Zeit befand, nicht derart deutlich zu Tage treten, allerdings begann mit dieser Personaländerung auch die nicht enden wollende Ära der Besetzungswechsel, die das Image der Band nachhaltig negativ prägen sollte und sie überdies bis an den Rand ihrer Existenz brachte.
Kiefers Ersatz für sämtliche nachfolgenden Konzertverpflichtungen wurde der Schweizer Mandy Meyer. Zusammen mit dem neuen Leadgitarristen tourte Krokus zunächst durch Grossbritannien – inklusive eines Auftritts im legendären Hammersmith Odeon in London – und mit April Wine im Vorprogramm durch Deutschland, ehe ein paar Auftritte in der Schweiz, u. a. wiederum im Volkshaus in Zürich sowie in der Simplonhalle im Brig folgten. Nachfolgend unternahm die Band die zweite Nordamerikatour. Während der Hardware Tour spielte man meist als Vorband oder Special Guest, u. a. von Mother’s Finest, Nazareth, Ted Nugent, Rainbow, AC/DC, Pat Travers, Blackfoot, Blue Öyster Cult und Iron Maiden. Mandy Meyer sollte Krokus allerdings trotz des Erfolgs vor den Aufnahmen zum nächsten Studioalbum die Band wieder verlassen. Im Anschluss daran wechselte Fernando von Arb an die Leadgitarre und dessen Gitarrenschüler Mark Kohler übernahm die Rhythmusgitarre.

### «Das Album, das AC/DC nie veröffentlichten»: One Vice at a Time 1982
1982 veröffentlichte die Band das von Tony Platt (u. a. Iron Maiden, Motörhead, Gary Moore), Fernando von Arb und Chris von Rohr produzierte Studioalbum One Vice at a Time. Dieses wurde wiederum in London aufgenommen, diesmal allerdings nicht in den Roundhouse Studios, sondern in den ebenfalls im Norden der Stadt ansässigen Battery Studios. One Vice at a Time, das von Chris von Rohr als das «Album, das AC/DC nie veröffentlichten» bezeichnet wurde, enthält neben den Singles «Long Stick Goes Boom», «Bad Boys, Rag Dolls» und dem The-Guess-Who-Cover «American Woman» mit «Down the Drain» noch einen weiteren regelmässig im Liveset vertretenen Song. Darüber hinaus beinhaltet das Album mit «I’m on the Run» auch ein Duett von Storace mit Bruce Dickinson, dem Frontmann von Iron Maiden. Im Anschluss tourte Krokus mit Bands wie Motörhead, Rush, Rainbow und Cheap Trick durch die USA und Europa. 1982 unterstrich die Formation überdies ihren Status als erfolgreichste schweizerische Rockband aller Zeiten, da sie als erste Band der Alpenrepublik überhaupt das 10'000 Zuschauer fassende Hallenstadion in Zürich ausverkaufen konnten – ein bis heute bestehender Rekord. Nach der World Vice Tour wurde der Schlagzeuger Freddy Steady durch Steve Pace ersetzt.

### Der vorläufige Höhepunkt: Headhunter 1983
Den Höhepunkt ihrer Karriere erreichte Krokus mit dem nächsten, von Tom Allom (u. a. Judas Priest, Def Leppard, Y&T, Rough Cutt) im Bee Jay Studio in Orlando produzierten Studioalbum Headhunter. Dieses Werk enthält mit der Single «Screaming in the Night» den bis dato grössten Hit der Band in den USA. Darüber hinaus sind sowohl mit den weiteren Singles «Eat the Rich» und dem Bachman-Turner Overdrive-Cover «Stayed Awake All Night» als auch mit dem Titelsong «Headhunter» und mit «Ready to Burn», einem Duett von Marc Storace und Rob Halford, dem Sänger von Judas Priest, weitere Bandklassiker enthalten, die bis heute das Liveset der Band verstärken. Headhunter bescherte der Band Goldauszeichnungen in Kanada und in den USA. Krokus gastierten nachfolgend als Special Guest mitsamt Gary Moore als Anheizer auf der Pyromania Tour von Def Leppard, der zweitgrössten US-Konzerttour des Jahres. Die Band beendete den Nordamerika-Abstecher u. a. als Vorgruppe von Judas Priest und ZZ Top aber auch mit Ted Nugent als Co-Headliner. Trotz der negativen Schlagzeilen im Zusammenhang mit Def Leppard stieg die Popularität der Band weiter. Mittlerweile füllten Krokus Hallen mit Kapazitäten von 3000 bis 5000 Plätzen.
Doch schon während der Tour zu Headhunter gab es weitere Besetzungswechsel. Zunächst wurde Mark Kohler durch Patrick Mason ersetzt, weil dieser ein besserer Backgroundsänger war. Bald darauf, Ende des Jahres 1983, wurde auch dem eigentlichen Bandleader Chris von Rohr gekündigt, da er als inoffizielles Sprachrohr der Gruppe seine Kompetenzen nach Meinung der anderen deutlich überschritten hatte. Bereitwillig hatte dieser dem schweizerischen Boulevardblatt Blick Auskunft über das Rockstarleben der Band gegeben und offen über Tourexzesse, Alkohol, Drogen und Groupies geredet. Erneut brauchte die Band zügig einen Ersatz, da weitere Auftritte anstanden, und so war Mark Kohler schneller zurück als wohl viele vermuteten. Kohler übernahm den Bass, welchen er u. a. auch auf dem im Dezember 1983 in Dortmund abgehaltenen und vom ZDF aufgezeichneten Festival Rockpop in Concert bediente, und Patrick Mason blieb an der Rhythmusgitarre. Nach der Tour waren die Besetzungswechsel aber noch nicht abgeschlossen. Der gerade erst eingestiegene Rhythmusgitarrist Mason sowie Schlagzeuger Steve Pace verliessen die Band nach ein paar Monaten bzw. nach etwa einem Jahr wieder. Pace wurde durch den ehemaligen Schlagzeuger von Cobra, Jeff Klaven, ersetzt. Die Rhythmusgitarre blieb zunächst unbesetzt.

### Der Beginn des schleichenden Abstiegs: The Blitz 1984–1985
Das nächste Studioalbum The Blitz, das 1984 erschien und von Bruce Fairbairn (u. a. AC/DC, Bon Jovi, Loverboy, Aerosmith) in den Little Mountain Sound Studios in Vancouver produziert wurde, markierte den Wendepunkt in der Karriere der Band. Zwar sollte das neben dem Debüt Krokus einzige als Quartett aufgenommene Werk in den USA und in Kanada Goldstatus erreichen und die erste Chartplatzierung in der Schweiz überhaupt einfahren – ausserdem erreichten die Singles «Midnite Maniac» mit einem Einstieg in die Billboard Hot 100 und «Our Love» mit einer Platzierung in den Mainstream Rock Tracks die amerikanischen Charts und auch die dritte Single, das The-Sweet-Cover «Ballroom Blitz», erlangte breitere Aufmerksamkeit – dennoch schien nicht zuletzt wegen der nicht enden wollenden Besetzungswechsel und dem nur schwer zu toppenden Vorgänger Headhunter zu diesem Zeitpunkt der Zenit der Band erreicht. Doch der Abstieg vollzog sich schleichend, weil die Band auch live noch sehr gefragt war: Noch im selben Jahr tourte Krokus als Co-Headliner mit Sammy Hagar durch Nord- und Südamerika sowie durch Europa. Am Bass stand mittlerweile Andy Tanas, ehemals bei Black Oak Arkansas, weshalb Kohler wieder an die Rhythmusgitarre zurückkehren konnte. Im Februar 1985 spielte die Band dann als Hauptact im chilenischen Viña del Mar beim Viña del Mar International Song Festival vor 80'000 Zuschauern. Darüber hinaus war man im Anschluss, wiederum als Co-Headliner, zusammen mit Accept und Rough Cutt im Vorprogramm in den USA unterwegs. Doch noch während der The Blitz Tour vollzog sich wieder am Bass der nächste personelle Wechsel: Andy Tanas wurde durch den ehemaligen Cobra-Bassisten Tommy Keiser ersetzt.

### Der Tiefpunkt der Bandhistorie: Change of Address 1985–1986
Das nachfolgende Studioalbum Change of Address sollte 1986 alle in der Band herrschenden Missstände zu Tage treten lassen. Es zeigte eine Band, die den ständigen internen Differenzen und personellen Umstrukturierungen sowie dem Erfolgsdruck der Plattenfirma nicht mehr standhalten konnte. Anstatt riffbetontem Hard Rock enthielt das von Tom Werman (u. a. Molly Hatchet, Mötley Crüe, Ted Nugent, Poison) in den Artisan Sound Recorders in Los Angeles produzierte Album poppigen Glam Metal, der zu dieser Zeit immer mehr aufkam und insbesondere die US-Rockszene zu dominieren begann. Dennoch konnte auch Change of Address Erfolge einstreichen: Unterstützt von den Singleauskopplungen «Say Goodbye», «Let This Love Begin», dem Alice-Cooper-Cover «School’s Out», das den bis heute erfolgreichsten Song der Band in den US-amerikanischen Billboard Charts darstellt, und «Burning up the Night» wurde die bis zu diesem Zeitpunkt höchste Chartplatzierung in der Schweiz von The Blitz eingestellt. Ein Highlight der Bandgeschichte ergab sich schon kurz nach der Veröffentlichung des Albums, als man für Van Halen beim Texxas Jam Festival in Dallas, USA, als Special Guest vor 80'000 Zuschauern auftreten durfte. Noch im selben Jahr erschienen das erste Livealbum Alive and Screamin’, das während der vorhergehenden Nordamerikatour mitgeschnitten worden war, und die daraus ausgekoppelte Live-Single «Screaming in the Night». Am Heiligabend, also dem 24. Dezember 1986, wurden alle Angehörigen und Weggefährten von Tommy Kiefer, darunter auch die Band, von der schockierenden Nachricht über dessen Selbstmord überrascht. Kiefer wurde 34 Jahre alt.

### Die Rückbesinnung auf alte Stärken: Heart Attack 1987–1989
Nach Abschluss der Change of Address Tour zog Krokus die Reissleine und als Konsequenz auf die negativen Erfahrungen zum letzten Studioalbum wechselte man von der Plattenfirma Arista zu MCA. Darüber hinaus kam es zu weiteren personellen Umstrukturierungen: 1987 wurde der überraschende Wiedereinstieg von Chris von Rohr verkündet, der Tommy Keiser am Bass ablöste. Ausserdem wurde Jeff Klaven durch den ehemaligen Schlagzeuger von Killer, Dani Crivelli, ersetzt, der auch auf von Rohrs Soloalbum Hammer and Tongue trommelte. Das 1988 veröffentlichte und von Fernando von Arb und Chris von Rohr in den Pink Tonstudios im schweizerischen Zuchwil produzierte Album Heart Attack, das einen komplett neuen Krokus-Schriftzug zeigte, entstand folglich erstmals seit Headhunter wieder unter der Ägide der vereinten Bandköpfe von Arb, von Rohr und Storace und war letztlich auch musikalisch ein Schritt zurück in die erfolgreiche Vergangenheit der Band, auch wenn der Sound des Albums noch einen dezent polierten Glam Metal-Anstrich aufweist. Im Anschluss an dieses – das insgesamt zehnte – Album der Band, das auch von von Arb und von Rohr produziert wurde und unterstützt durch die Singles «Wild Love», «Everybody Rocks» und «Let It Go» sowie dem Song «Rock ’n’ Roll Tonight», der auch heute noch regelmässig im Liveset der Band enthalten ist, die bisher erfolgreichste Chartplatzierung in der Schweiz mit sich brachte, folgte eine Europatour im Vorprogramm von Ted Nugent sowie eine weitere Headlinertour durch die USA. Doch wer dachte, dass Krokus die Spur wiedergefunden hätten, wurde bald eines besseren belehrt, denn die Tour endete aufgrund von Übermüdungserscheinungen und anhaltenden Managementproblemen mit dem Ausstieg von Sänger Marc Storace und Leadgitarrist Fernando von Arb und der damit einhergehenden zwischenzeitlichen Auflösung der Band. Im Anschluss daran scharte Chris von Rohr den ehemaligen Frontmann von Bloody Six, Peter Tanner, den Gitarristen Many Maurer, der schon auf von Rohrs Solodebüt Hammer and Tongue in die sechs Saiten griff, sowie den Rhythmusgitarristen Tony Castell und Schlagzeuger Peter Haas um sich, um unter dem Namen Grand Slam überwiegend Solomaterial von Hammer and Tongue live zu präsentieren. In dieser Besetzung tourte Grand Slam dann durch Deutschland, Österreich, u. a. mit einem Auftritt im Rockhaus in Wien mit der österreichischen Band Sextiger im Vorprogramm, und Ungarn, wo die Band ihrerseits als Vorband von Bonfire auftrat. Die weit verbreitete Geschichte, dass die nach dem Ausstieg von Storace und von Arb übrigen Mitglieder Kohler, von Rohr und Crivelli mit dem schwedischen Sänger Björn Lodin, der vormals u. a. bei der schwedischen Band Six Feet Under aktiv war und überdies Bandgründer von Baltimoore ist, und Leadgitarrist Many Maurer einen kurzlebigen Neuanfang unter dem Namen Krokus wagte, ist damit wohl widerlegt.

### Die erste überraschende Rückkehr in einer gänzlich neuen Besetzung: Stampede 1990–1992
Das endgültige Aus von Krokus schien nah, doch nachdem Chris von Rohr und die weiteren Bandmitglieder von Grand Slam getrennte Wege eingeschlagen hatten, füllte ironischerweise genau Fernando von Arb diese durch von Rohr entstandene Lücke und das Blatt wendete sich. Zwar spielte diese Formation dann Anfang 1990 noch ein paar Liveauftritte als Grand Slam, u. a. auch in Deutschland, allerdings kam nach dem Beschluss, ein neues Studioalbum aufzunehmen, der Gedanke auf, jenes unter dem Banner von Krokus zu veröffentlichen. Nach einigen Überlegungen wurde dies letztlich auch besiegelt und so überraschte Fernando von Arb die Musikwelt mit einer gänzlich neuen Besetzung von Krokus und dem wiederum in den Pink Tonstudios in Zuchwil aufgenommenen und von ihm produzierten Album Stampede. Ebenfalls überraschend mutete die Tatsache an, dass von Arb als jahrelanger Gitarrist der Band nun den Bass bediente, doch diese Entscheidung basierte auf der Tatsache, dass von Arb einerseits der Meinung war, dass Maurer und Castell als Gitarristen gut harmonierten und er andererseits gerne auch einmal hauptamtlich den Bass in einer Band spielen wollte. Letztlich stand die Reanimierung von Krokus in einem gänzlich anderen Line-Up allerdings unter keinem guten Stern, obwohl Stampede auch ohne zusätzliche Singleauskopplung die schweizerischen Albumcharts erreichte und das Werk grundsätzlich das seit The Blitz typischste und das seit Headhunter härteste Krokus-Album sein sollte. Zum einen wurde das Album zunächst nur in der Schweiz veröffentlicht, was der Band ihren internationalen Status kostete und zum anderen wurde das Werk von der Musikpresse unverständlicherweise mit überwiegend negativen Kritiken bedacht. Heute gilt das Album als deutlich unterbewertet und Geheimtipp. Nachdem bei Fernando von Arb eine Krebserkrankung festgestellt wurde, fiel das neuformierte Line-Up bereits 1992 ein weiteres Mal ganz auseinander.

### Der Versuch eines Neubeginns mit alten Bekannten: To Rock or Not to Be 1994–1996
Als Fernando von Arb von seiner Krebserkrankung vollständig genesen war, erschien Krokus 1994 überraschend wieder fast in der Besetzung von One Vice at a Time auf der Bildfläche: Marc Storace am Mikro, Fernando von Arb wieder wie gewohnt an der Leadgitarre, Mark Kohler an der Rhythmusgitarre, Many Maurer, der mit von Arb das Instrument tauschte, am Bass und Freddy Steady am Schlagzeug formierten sich zunächst im Frühjahr des Jahres für die Living Legend Tour, ehe noch im selben Jahr die EP You Ain’t Seen Nothin’ Yet sowie ein Jahr später das Studioalbum To Rock or Not to Be veröffentlicht wurde. Stilistisch weniger hart ausgerichtet als Stampede enthielt das von von Arb und Maurer erneut in den Pink Tonstudios in Zuchwil produzierte Werk bluesgetränkten, reifen Hard Rock der wieder unmissverständlich nach Krokus klang. Da die Musikrichtung Hard Rock in dieser Zeit allerdings keine guten Jahre durchlebte, hielt sich das internationale Interesse in Grenzen und dennoch konnte das Album zumindest in der Schweiz die bis zu diesem Zeitpunkt höchste Chartplatzierung von Heart Attack einstellen. Doch wie schon zu Zeiten des 1988 erschienenen Albums, konnte sich auch diesmal das Line-Up nicht festigen und nach zwei Jahren war der Neubeginn mit den alten Bekannten schon wieder Geschichte.

### Die zweite überraschende Rückkehr in einer gänzlich neuen Besetzung: Round 13 1999–2001
Wie schon 1990 mit Stampede überraschte Fernando von Arb die Musikwelt im Jahr 1999 erneut, indem er Krokus abermals in einer komplett neuen Formation wiederbelebte: Neben von Arb bildeten Carl Sentance, der ehemalige Frontmann der NWoBHM-Band Persian Risk, der Rhythmusgitarrist Chris Lauper, Bassist Many Maurer, der die einzige Konstante neben von Arb im Line-Up während der für die Band nicht einfachen 1990er Jahre darstellte, sowie Cliff Rodgers am Schlagzeug die neue Besetzung. Doch bereits während der Studioaufnahmen erfolgte die erste Line-Up-Veränderung, indem Schlagzeuger Cliff Rodgers durch Peter Haas, der bereits zu Zeiten von Stampede am Schlagzeug sass, ersetzt wurde. Mit Haas spielte man schliesslich das in den Watermillstudios im schweizerischen Wil aufgenommene und wiederum von von Arb und Maurer produzierte Album Round 13 ein, das allerdings trotz beachtlicher Auftritte auf vielen europäischen Bühnen im Jahr 2000, u. a. auf den renommierten deutschen Metal-Festivals Bang Your Head und Wacken Open Air sowie vor 30'000 Fans als Vorband von AC/DC in Basel, die nahezu gänzlich positives Feedback einfuhren, nicht das gewünschte öffentliche Interesse erfuhr. Dies lag wohl vor allem daran, dass das Album einige Kompositionen enthält, die nicht wirklich spezifisch nach Krokus klingen und obendrein Carl Sentance nicht das für den Krokus-Sound typische, kratzige Organ besitzt. Im Jahre 2001 kam es dann zu weiteren Besetzungswechseln: Rhythmusgitarrist David Stettler, Bassist und Rückkehrer Tony Castell sowie Schlagzeuger Marcel Kopp ersetzten Chris Lauper, Many Maurer und Peter Haas.

### Der kommerzielle Wiederaufstieg und das erste Nummer-1-Album: Rock the Block 2002–2005
Die Veränderungen im Line-Up fanden damit aber immer noch kein Ende: Im Jahr 2002 kündigte Krokus, nachdem Differenzen mit Fernando von Arb ausgeräumt wurden, die Rückkehr von Marc Storace an. Überdies wurden für David Stettler und Marcel Kopp der Rhythmusgitarrist Dominique Favez sowie der Schlagzeuger Patrick Aeby präsentiert. Im Anschluss absolvierte die neu formierte Band im Sommer zunächst eine Tour durch die Schweiz, bevor im Herbst das neue Studioalbum Rock the Block angegangen wurde. Stilistisch betrachtet unternahm man wiederum eine Kurskorrektur und so klang das von von Arb, Favez und Aeby produzierte und überwiegend in den Soundlake Studios in Lausanne aufgenommene Album wieder mehr nach den erfolgreichen Jahren der Band. Dies wurde sowohl von den Fans als auch von der Musikpresse prompt honoriert und so wurde Rock the Block inklusive der Singles «I Want It All» und «Open Fire» für Krokus nach über einem Jahrzehnt mehr oder weniger im Abseits der Wendepunkt in die richtige Richtung. Das Album kletterte in der Heimat auf Platz 1 in den Charts und erlangte überdies innerhalb von wenigen Wochen Goldstatus in der Alpenrepublik. Darüber hinaus sollte auch der internationale Bekanntheitsgrad langsam wieder steigen. Im Anschluss an die Albumveröffentlichung unternahm die Band die längste Europatour seit 1988, die durch die Schweiz, Deutschland, Österreich und die Niederlande führte. Ausserdem absolvierte man im Juni 2003 auf dem Sweden Rock-Festival in Sölvesborg den ersten Auftritt in Schweden überhaupt. Aufnahmen aus diesem Konzert sowie aus weiteren in der Schweiz mitgeschnittenen Auftritten resultierten im zweiten Livealbum Fire and Gasoline (Spontaneously Combustible) – Live!, das Anfang Februar 2004 veröffentlicht wurde. Nur kurze Zeit später erschien auch die DVD Krokus: As Long as We Live, eine audiovisuelle Dokumentation über die bewegte Geschichte der erfolgreichsten schweizerischen Rockband aller Zeiten. Diese Veröffentlichung und die damit verbundenen Kontaktaufnahmen während deren Entstehung sollten schliesslich auch die nachfolgende Annäherung von Fernando von Arb und Chris von Rohr initiieren, die ihrerseits wiederum den Grundstein für die vier Jahre später vollzogene Rückkehr der Urformation legte.
Letztlich sollte auch aufgrund der durch die DVD-Publikation neu entstandenen Beziehungsverhältnisse die Besetzung von Rock the Block ebenfalls nur von kurzer Dauer sein, denn noch vor einer im September und Oktober 2005 geplanten Konzertreise entlang der nordamerikanischen Ostküste verliess Leadgitarrist Fernando von Arb, der seit 1977 auf jedem Studioalbum zu hören war, die Band. Als Ersatz wurde Mandy Meyer verpflichtet, der schon 1981 kurzzeitig als Ersatz für Tommy Kiefer auf Tour einsprang. Nach Beendigung des Nordamerika-Abstechers quittierte überdies Patrick Aeby seinen Dienst und der renommierte Schlagzeuger Stefan Schwarzmann, ehemals u. a. bei Accept und Running Wild aktiv, übernahm den Posten.

### Die Stabilisierung des Erfolgs und die längste Tour durch Europa: Hellraiser 2006–2008

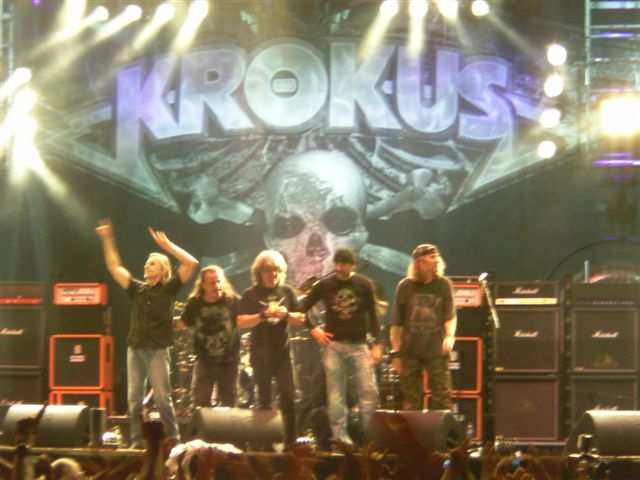
Krokus beim Konzert in Bern im Jahr 2008

Mit Marc Storace als einzig verbliebenem Urmitglied sowie dem Leadgitarristen Mandy Meyer, dem Rhythmusgitarristen Dominique Favez, dem Bassisten Tony Castell und Stefan Schwarzmann am Schlagzeug tourte die Band zunächst im Mai 2006 mit Axxis im Vorprogramm als Headliner durch Deutschland. Danach erschien im August desselben Jahres die Vorabsingle «Angel of my Dreams», ehe im September das von Dennis Ward und Storace vornehmlich im House of Audio in Winterbach, Deutschland, produzierte Studioalbum Hellraiser folgte, das entgegen dem Gesetz der Serie bezüglich der letzten knapp 15 Jahre den Erfolg des Vorgängers nahezu halten konnte und auch Goldstatus in der Schweiz einfuhr. Ab Oktober begab man sich dann zunächst als Headliner auf Europatour – inklusive des ersten Konzerts in Marc Storaces Heimatland Malta sowie der ersten Auftritte in Griechenland überhaupt – ehe man im Januar und Februar 2007 als Special Guest von Hammerfall mit The Poodles im Vorprogramm ebenfalls auf europäischen Bühnen zu sehen war. Bemerkenswert ist, dass Schlagzeuger Schwarzmann all dieses Auftritte trotz einer diagnostizierten Nabelhernie absolvierte. Nach der Operation und Genesung von Schwarzmann war die Band im Sommer vor allem auf schweizerischen Bühnen und einer Handvoll Festivals in Europa, u. a. auf dem Rock of Ages in Rottenburg am Neckar sowie auf dem Schwung Festival in Roeselare, Belgien, zu sehen. Unterdessen sollte aber auch Bewegung ins Lager der wiedervereinten, ehemaligen Mitglieder von Krokus kommen, indem sich Freddy Steady den bereits länger wieder harmonierenden, einstigen Bandköpfen Fernando von Arb und Chris von Rohr anschloss. Im November desselben Jahres trat dann weitestgehend überraschend das klassische Line-Up bestehend aus dem Quartett Storace, von Arb, von Rohr und Steady in der schweizerischen Fernsehshow Die grössten Schweizer Hits auf, um zum einen den Diamant-Award für insgesamt über eine Million verkaufter Platten in Empfang zu nehmen und darüber hinaus ein Medley aus den Hits «Tokyo Nights», «Bedside Radio» und «Heatstrokes» – allesamt von Metal Rendez-Vous – zu präsentieren. Nach diesem Auftritt, der dem Song «Bedside Radio» 27 Jahre nach seiner Erstveröffentlichung zum ersten Charteinstieg verhalf, wurden logischerweise die Gerüchte bezüglich einer neuen Reunion immer konkreter, dennoch absolvierte die eigentlich aktuelle Besetzung im Februar 2008 noch einen Auftritt in Malta, der die ausgedehnteste Europatour seit Bestehen von Krokus beschliessen sollte, ehe über die offizielle Webseite eine «künstlerische Pause» der Band verkündet wurde.

### Die entschlossene, erfolgreiche Rückkehr der Urformation und das zweite Nummer-1-Album: Hoodoo 2008–2011
Diese künstlerische Pause wurde letztlich genutzt, um umzusetzen, was viele Fans schon vermuteten: Marc Storace offenbarte Mandy Meyer, Dominique Favez, Tony Castell und Stefan Schwarzmann seine Entscheidung, fortan wieder mit der sogenannten «Urformation» weitermachen zu wollen und bald darauf waren Leadgitarrist Fernando von Arb, Bassist Chris von Rohr und Schlagzeuger Freddy Steady wieder als feste Bandmitglieder mit an Bord. Wiederum nur kurze Zeit später wurde auch die Rückkehr von Rhythmusgitarrist Mark Kohler verkündet und damit setzte sich das Line-Up exakt aus den gleichen Musikern zusammen, die 26 Jahre zuvor das Album One Vice at a Time eingespielt hatten. Diese Wiederbelebung der Originalbesetzung wurde von nahezu allen Fans mit Freude aufgenommen und erfuhr auch von prominenten Musikerkollegen wie Lemmy Kilmister von Motörhead, Alice Cooper, Gene Simmons von Kiss, Doro Pesch, Peter Maffay und Udo Jürgens ausnahmslos positives Feedback. In der Urbesetzung absolvierte die Band im August 2008 vor 10'000 Besuchern im Stade de Suisse in der Schweizer Hauptstadt Bern die Feuertaufe, ehe man anschliessend langsam aber sicher die Arbeit zum neuen Studioalbum aufnahm. Doch bevor dieses erscheinen sollte, steuerte Krokus mit «Live for the Action» noch den offiziellen Song zur Eishockey-WM 2009 in der Schweiz bei, den die Formation vor dem Eröffnungsspiel auch live präsentierte. Darüber hinaus trat man im August desselben Jahres als Headliner auf dem Heitere Open Air im schweizerischen Zofingen auf.
Ende Februar 2010 erschien nach der Album-Release-Party in der Kulturfabrik Kofmehl in Solothurn, die von der Band überdies als Probelokal genutzt wird, das langersehnte, von Chris von Rohr in Eigenregie produzierte und wiederum weitgehend im House of Audio in Winterbach entstandene Reunionalbum Hoodoo. Dieses ging inklusive der Singles «Hoodoo Woman», die auch den Sprung in die schweizerischen Singlecharts schaffte, und «Too Hot» sogleich als zweites Nummer-1-Album in die Bandgeschichte ein und bescherte der Band überdies innerhalb weniger Wochen eine Platinauszeichnung. Kurz nach der Veröffentlichung des Albums, genauer am 7. März 2010, starb mit Remo «Cemu» Spadino ein Gründungsmitglied von Krokus an den Folgen von Lungenkrebs. Nach dem Erscheinen von Hoodoo nahm Krokus zwar keine Tour aber doch zahlreiche Festivaltermine, z. B. auf dem Bang Your Head-Festival in Balingen, dem Benátská Noc-Festival in tschechischen Malá Skála und dem Schupfart Festival im schweizerischen Schupfart sowie ein Konzert als Vorband von AC/DC vor 42'000 Fans im Stade de Suisse in Bern und eine kurze Weihnachtskonzertreihe in der Schweiz, u. a. mit Uriah Heep und The Sweet im Vorprogramm, wahr. Doch wie schon standesgemäss blieb auch diesmal die Band nicht bis zum nächsten Album zusammen, denn nach den Konzerten verkündete Schlagzeuger Freddy Steady im Mai 2011 seinen Ausstieg. Krokus verzichtete nachfolgend allerdings darauf, den Posten neu zu besetzen. Mitte Oktober 2011 spielte Krokus dann beim Loud Park Festival in Saitama den ersten Auftritt in Japan überhaupt – allerdings überraschend mit zwei Musikern von Unisonic, nämlich mit Mandy Meyer, der bereits 1981 und von 2005 bis 2008 in der Band aktiv war, als Ersatz für den kurzfristig erkrankten Fernando von Arb sowie mit dem Schlagzeuger Kosta Zafiriou.

### Rock ’n’ Roll in den legendären Abbey Road Studios und das dritte Nummer-1-Album: Dirty Dynamite 2012–2016

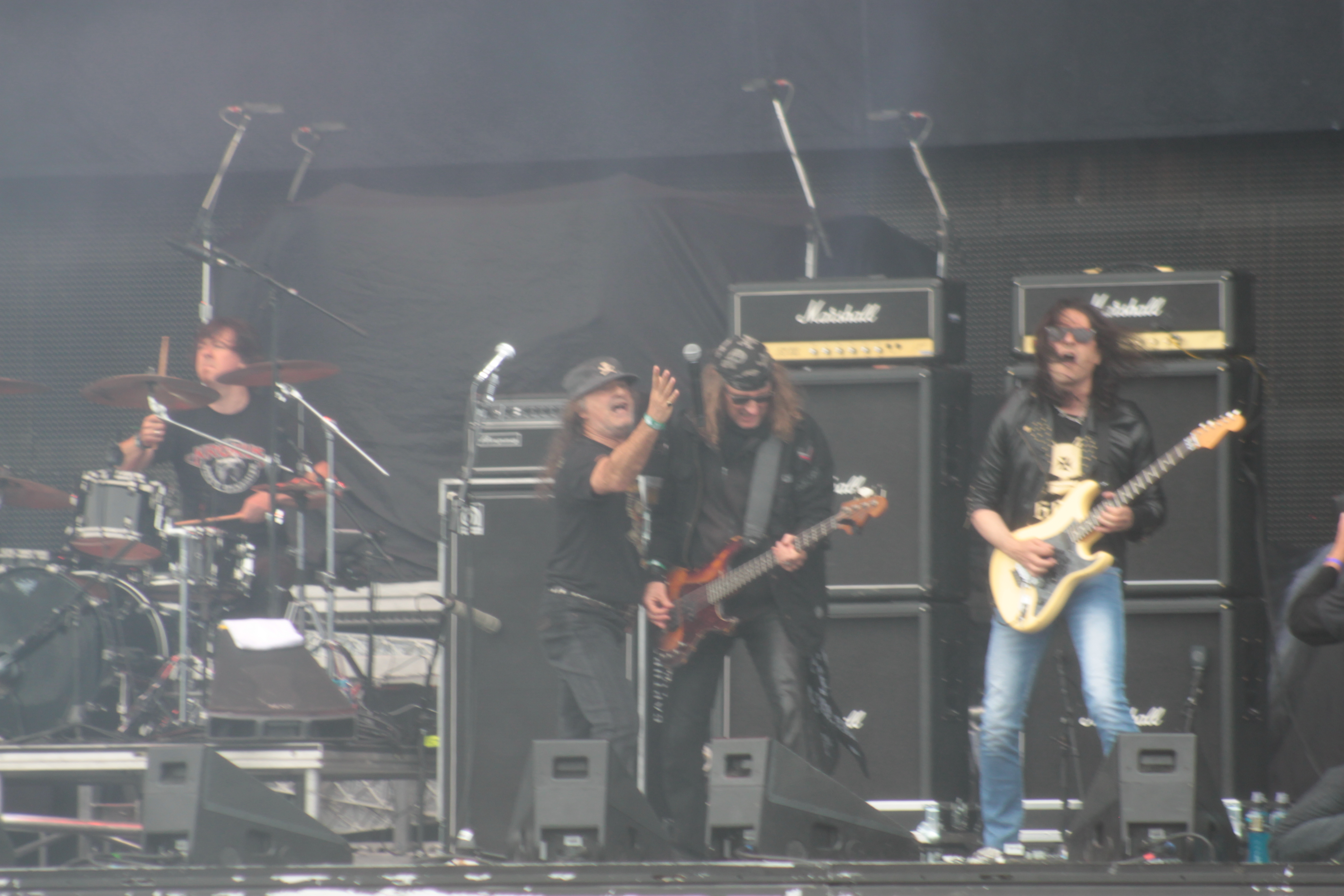
Krokus auf dem Hellfest 2013

Ohne einen fest im Line-Up integrierten Schlagzeuger ging man auch an die Einspielung des neuen, wiederum von Chris von Rohr produzierten Albums Dirty Dynamite. Diesen Part übernahm schliesslich wiederum der als Gastmusiker engagierte Kosta Zafiriou. Da die Band für dieses Album keine Kosten und Mühen scheuen wollte, bezog man ab Ende August 2012 für einige Wochen die berühmten Abbey Road Studios in London. Dort wurden nach und nach überwiegend die einzelnen Instrumente eingespielt, ehe bekanntgegeben wurde, dass der weiterhin auch für Unisonic aktive Gitarrist Mandy Meyer die Formation fortan als dritter Gitarrist bereichern sollte. Mit Meyer und Zafiriou wurde dann auch Mitte Dezember der Auftritt beim Knock Out-Festival in Karlsruhe bestritten. Ende Februar 2013 erschien dann Dirty Dynamite, das mitsamt den Singles «Dirty Dynamite», «Go Baby Go» und «Dög Song» schon kurz nach der Veröffentlichung als das dritte Nummer-1-Album in der Schweiz gefeiert werden konnte und überdies innerhalb weniger Wochen Platinstatus erreichte. Spätestens mit der Entstehung und Veröffentlichung dieses Albums kristallisierte sich Chris von Rohr als neuer alter Bandleader heraus, da er zum einen, wie schon bei Hoodoo, als alleiniger Produzent fungierte, überdies aber zusätzlich einen Grossteil der mit Veröffentlichung verbundenen Öffentlichkeitsarbeit in Form von Presseinterviews übernahm. Ein weiteres Indiz sind die Songwriter-Credits von Dirty Dynamite, die erstmals die Reihenfolge von Rohr/von Arb statt von Arb/von Rohr aufweisen. Noch bevor Krokus allerdings die ersten Liveauftritte nach dem Erscheinen des Albums bestreiten konnte, wurden die Bandmitglieder durch die traurige Nachricht vom Tod des ehemaligen Schlagzeugers Dani Crivelli überrascht. Crivelli, der nach wie vor Kontakte zu den ehemaligen Kollegen pflegte, obwohl er die Band 1989 in Folge der zwischenzeitlichen Auflösung verliess, verstarb am 17. April 2013 im Alter von 53 Jahren.
Anfang Mai absolvierte Krokus die aus fünf Auftritten bestehende The Close Contact Dög Tour, die sich aus drei in der Kulturfabrik Kofmehl in Solothurn und zwei im Volkshaus in Zürich absolvierten Konzerten zusammensetzte. Komplettiert wurde die Besetzung am Schlagzeug dabei ausschliesslich durch Flavio Mezzodi, obwohl zunächst auch Dani Löble, der aktuelle Schlagzeuger von Helloween, als Gastmusiker eingeplant war. Löble musste die Gastauftritte jedoch wegen einer ernsten Erkältung absagen. Für Mezzodi dagegen blieb es nicht nur bei diesen fünf Gastspielen, da er noch während dieser kurzen Konzertreihe von der Band als festes Mitglied präsentiert wurde. Im Sommer 2013 war Krokus auch noch auf grösseren Bühnen zu sehen, u. a. auf dem Sweden Rock-Festival in Sölvesborg, dem Hellfest in Clisson, Frankreich, dem Stars of Sounds im schweizerischen Murten und dem Rock of Ages in Rottenburg am Neckar sowie vor musikalisch gemischterem Publikum auf dem Moon and Stars-Festival in Locarno und dem Summerdays Festival in Arbon. Kurz darauf absolvierte man noch einen Auftritt in der Kulturfabrik Kofmehl, dessen Erlös gänzlich an zwei Kinderstiftungen übergeben wurde.
Dieses Konzert wurde im März 2014 unter dem Namen Long Stick Goes Boom: Live from da House of Rust als drittes Livealbum der Bandgeschichte veröffentlicht – übrigens das erste Livealbum der Band mit Chris von Rohr, der, wie bei den vorangegangenen Studioalben auch, zudem als Produzent fungierte. Long Stick Goes Boom: Live from da House of Rust erreichte Platz 3 der schweizerischen Albumcharts. Nach dem Livealbum absolvierte die Band im Mai 2015 eine kleine Deutschlandtour, ehe unter anderem die Festivalbühnen des Rock The Ring-Festivals im schweizerischen Hinwil, des Masters-of-Rock-Festivals im tschechischen Vizovice oder des Honberg-Sommer-Festivals in Tuttlingen bespielt wurden. Beim Kavarna Rock-Festival in Kavarna am Schwarzen Meer ersetzte Gitarrist Dominique Favez, der bereits von 2002 bis 2008 ein festes Bandmitglied von Krokus war, Mark Kohler, der aus gesundheitlichen Gründen die Reise nach Bulgarien nicht antreten konnte. Nach einem kleinen Abstecher zum HardRockHell VIII-Festival ins walisische Pwllheli im November 2014 erhielt die Band im Februar 2015 im Rahmen der Swiss Music Awards den Lifetime Achievement Award für ihr Lebenswerk. Live war Krokus anno 2015 zunächst beim Snowpenair auf der Kleinen Scheidegg in der Schweiz zu sehen, bevor man in die USA aufbrach. Die Reise in die Vereinigten Staaten von Amerika trat Krokus allerdings nur zu fünft an, denn Fernando von Arb musste auf die strapaziöse Reise in die USA ebenso verzichten wie Mark Kohler, der aufgrund einer Handgelenksverletzung kurzfristig passen musste. Als Ersatz für die beiden Gitarristen sprang wiederum Dominique Favez ein. Die Tour wurde mit der Heavy-Metal-Kreuzfahrt Monsters Of Rock Cruise eingeläutet, die in Miami begann und über Nassau, der Hauptstadt der Bahamas, wieder dorthin zurück führte. Im Anschluss folgte eine Tour quer durch die Staaten, u. a. mit Clubshows in Dallas, Kansas City, El Paso und Las Vegas sowie Festivalauftritten beim M3 Rock Festival in Columbia und beim Diablo Music Fest in San Antonio. Abgeschlossen wurde die Konzertreise durch zwei ausverkaufte Gigs im legendären Rockclub Whisky a Go Go in Los Angeles. Der Veranstalter des Whisky a Go Go gab nach den Konzerten bekannt, dass es seit 15 Jahren keiner Band mehr gelang, den berühmten Rockclub an zwei Tagen hintereinander komplett zu füllen.

### Ein Tribut an die Helden ihrer Jugend und das vierte Nummer-1-Album: Big Rocks 2016 bis 2019
Im Jahr 2016 liess es Krokus zumindest hinsichtlich Bühnenpräsenz eher ruhiger angehen. Nur ein Konzert wurde in diesem Jahr gespielt und zwar auf dem Riverside Open Air im schweizerischen Aarburg. Hinter den Kulissen arbeitete die Band allerdings auf Hochtouren an einem neuen Album – einem Werk, das sich aus insgesamt zwölf Coverversionen von Künstlern, die die Jugend der Bandmitglieder massgeblich mitbeeinflussten, und einer neu eingespielten Version von «Back-Seat Rock ’n’ Roll» zusammensetzt. Bis etwa zur Veröffentlichung der ersten Single «The House of the Rising Sun» drangen keine Informationen über das Coveralbum an die Öffentlichkeit. Erst mit dieser Singleauskopplung wurde bekannt gegeben, wann das auf den Namen Big Rocks getaufte und erneut von Chris von Rohr produzierte Werk erscheinen soll. Das Coveralbum wurde im Januar 2017 veröffentlicht und schoss unterstützt durch die Singles und Videoclips zu «The House of the Rising Sun» und «Rockin’ in the Free World» wie bereits die letzten zwei Studioalben auf Platz 1 der schweizerischen Albumcharts. Darüber hinaus erreichte das Album in den deutschen Charts Platz 31, in den österreichischen Charts Platz 36 und in den beiden belgischen Chartlisten, Wallonien und Flandern, Platz 97 respektive Platz 137. Bemerkenswert ist, dass Big Rocks nach dem Livealbum Alive And Screamin’ von 1986 das erste Album ist, bei dem es gegenüber dem Vorgängerwerk keine Besetzungswechsel gab.
Nach der Veröffentlichung von Big Rocks bestritt Krokus Anfang März 2017 in Bern und Dübendorf erstmals zusammen mit Gotthard zwei Co-Headliner-Shows, die von Shakra als Special Guest eröffnet wurden. Im Anschluss daran absolvierte die Band noch zwei Auftritte im Salle Metropole in Lausanne, diesmal ihrerseits als Special Guest von Gotthard. Im Mai machte Krokus zunächst für ein Konzert einen Abstecher nach Malta, ehe die Band im Sommer wieder auf zahlreichen Festivalbühnen zu sehen war, u. a. auf der Loreley Freilichtbühne des RockFels Festivals in St. Goarshausen, beim Rock The Ring-Festival in Hinwil, beim Norway Rock Festival in Kvinesdal, beim Bang Your Head-Open Air in Balingen, beim Skogsrojet-Festival im schwedischen Rejmyre und beim Alcatraz-Festival im belgischen Kortrijk.
Das Jahr 2019 stand dann im Zeichen des Abschieds und Rücktritts. Dies führte nochmals zu zahlreichen Auftritten in ganz Europa. Das erste Konzert in diesem Jahr hatte die Band am 6. Juni am legendären Sweden Rock Festival in Schweden. Am 22. Juni rockten Krokus dann ihre belgischen Fans am Graspop Festival und kurz darauf die spanischen "Krockers" am Rock Fest Barcelona. Als Höhepunkt war die Band am 1. August 2019 am legendären deutschen Heavy Metal Festival Wacken Open Air als Headliner auf der Bühne, wo auch das Live-Album mit DVD "Adios Amigos Live @ Wacken" aufgenommen wurde. Das Album landete 2021 auf Platz 1 der Schweizer Album-Charts. Nach Wacken folgten weitere Shows in Deutschland, und am 30. August am Riverside Open Air in Aarburg Schweiz. Am 31. Oktober rockte Krokus dann nach 2014 erneut die Baloise Session in Basel. Als Höhepunkt der Adios Amigos Tour fand am 7. Dezember 2019 dann das vorerst letzte Schweizer Konzert im "Rock-Tempel" Hallenstadion Zürich statt. Zum letzten Mal ausserhalb der Schweiz stand Krokus auf dem Kreuzfahrtschiffes "Monsters of Rock Cruise" in den USA auf der Bühne. Danach wurden alle weiteren geplanten Konzerte in England, USA und Südamerika aufgrund der Corona-Massnahmen ersatzlos abgesagt.
Im Jahr 2019 erhielt Krokus von ihrer Plattenfirma Sony Music einen Platin Award für 15 Millionen verkaufte Tonträger.

### Comeback im 2022, Ehrung durch die Stadt Solothurn, bis 2023
Im September 2022 wurde Krokus für ihr Lebenswerk durch die Stadt Solothurn mit einem Ehrendenkmal geehrt. Im gleichen Monat spielte die Band live an der 2000-Jahre Feier der Stadt Solothurn und damit war auch klar, dass es ein Comeback geben wird. In Vorbereitung darauf, spielte die Band auch zwei Mal in Deutschland. Am 2. Mai 2023 in der Zeche Bochum, und am 3. Mai 2023 im LKA Longhorn in Stuttgart. Am 6. Mai 2023 war es dann soweit und Krokus gab im Hallenstadion Zürich ihren Rücktritt vom Rücktritt. Produzent und Bassist Chris von Rohr begründete diesen Schritt damit, dass die Band die Abschiedstour Adios Amigos nicht zu Ende bringen konnte und der Band während der Zeit der Covid-Lockdowns bewusst wurde, dass Musik das einzige ist, worauf sie sich in unsicheren Zeiten verlassen können. So entstand auch der Slogan der neuen Tour "In Rock we Trust". So spielte Krokus als Headliner ein weiteres Konzert am Riverside Festival in Aarburg, Schweiz. Noch immer spielt die Band nahezu in der originalen Formation mit Fernando von Arb, Marc Storace, Mandy Meier, Mark Kohler, Chris von Rohr und Flavio Mezzodi.

### 2024 feierte Krokus 50-jähriges Bestehen
Im Jahr 2024 wurde Krokus 50 Jahre alt. Im Rahmen dieses Jubiläums waren mehrere Konzerte und Feierlichkeiten geplant, so Konzerte am 20. Juni am Summerside Festival in Grenchen und am 8. August am Stars in Town Festival Schaffhausen.

## Nebenprojekte von zur selben Zeit bei Krokus aktiven Musikern

### The Heavy’s
Fernando von Arb und Peter Tanner spielten zusammen mit den zu der Zeit nicht als Bandmitglieder bei Krokus aktiven Musikern Jürg Naegeli und Chris von Rohr unter dem Namen The Heavy`s die Studioalben Metal Marathon und More Metal Marathon ein, die 1989 bzw. 1992 erschienen. Darauf wurden diverse, meist sehr bekannte Rock- und Metalsongs neu eingespielt und zu Medleys zusammengefügt, was dem Projekt mit Chartplatzierungen in der Schweiz und Norwegen durchaus beachtliche Erfolge bescherte. Bemerkenswert ist, dass sämtliche daran beteiligte Musiker unter Pseudonymen aufgelistet sind: Fernando von Arb hiess Ben Branov, Chris von Rohr spielte unter dem Namen Rob Weiss und Jürg Naegeli gab sich den Namen Walter Hammer. Peter Tanner agierte sogar mit zwei verschiedenen Pseudonymen – auf dem ersten Album Metal Marathon unter dem Namen Mark B-Lay und auf dem Nachfolger More Metal Marathon als Eric St. Martin.

### Ain’t Dead Yet
1991 gründeten Leadgitarrist Many Maurer und Bassist Tony Castell – zur gleichen Zeit bei Krokus als Lead- bzw. Rhythmusgitarrist aktiv – zusammen mit dem Sänger David Leach, dem Rhythmusgitarristen Marcel Infanger sowie Dani Crivelli, dem ehemaligen Schlagzeuger sowohl von Killer als auch von Krokus, die Hard-Rock-Band Ain’t Dead Yet. Die Formation agierte zunächst als reine Coverband, wovon auch das 1992 erschienene Livealbum Alive MCMXVII zeugt. Im Anschluss daran entwickelte sich Ain’t Dead Yet allerdings mehr und mehr zu einer vollwertigen Band, was sich insbesondere durch die 1995 vollzogenen, personellen Umstrukturierungen bemerkbar machte: David Leach und Dani Crivelli wurden durch den Frontmann Andy Portmann, der als Backgroundsänger an den Krokus-Alben To Rock or Not to Be und Round 13 beteiligt war, sowie durch den Schlagzeuger Peter Haas, der auf Stampede und Round 13 die Schlagzeugstöcke für Krokus bediente, ersetzt. Darüber hinaus stieg Rhythmusgitarrist Marcel Infanger aus. Nachfolgend veröffentlichte die Band als Quartett das erste und einzige Studioalbum Read Your Mind, an dem auch die Krokus-Mitglieder Marc Storace und Fernando von Arb – ersterer als Backgroundsänger und zweiterer als Songschreiber bei der Komposition «Reincarnation» – beteiligt waren. Mit der ebenfalls 1995 veröffentlichten Single «You Know What Love Is» und der EP Read Your Mind: Unplugged aus dem Jahre 1996 folgten noch zwei weitere Veröffentlichungen der Band. 1997 wurde dann zunächst noch Igor Gianola, der aktuelle Gitarrist von U.D.O. verpflichtet, ehe sich die Band 1998 auflöste.

### Manfred Ehlert’s Amen
Etwa zur selben Zeit als die zweite Reunion von Krokus 1994 ins Rollen kam, begann Marc Storace auch bei dem von Manfred Ehlert, einem schweizerischen Komponisten und Multiinstrumentalisten, ins Leben gerufenen AOR-Studioprojekt Manfred Ehlert’s Amen mitzuwirken. Storace sang beim ersten, selbstbetitelten Album insgesamt sechs der neun enthaltenen Titel ein, nämlich «Call My Name», «Total Control», «We Just Have Got to Do It», «I Don’t Wanna Lose My Mind», «Boys in Blue (Everybody Get Down)» und «Love Me as I Am». Den drei übrigen Songs verlieh Glenn Hughes, der ehemalige Frontmann von u. a. Trapeze, Deep Purple und Black Sabbath, seine Stimme. Manfred Ehlert’s Amen konnte insbesondere in der Schweiz beachtliche Erfolge verzeichnen und erreichte infolgedessen auch die Albumcharts der Alpenrepublik. Nur ein Jahr später arbeiteten Ehlert und Storace bereits an einem Nachfolger des erfolgreichen Debüts, welcher schliesslich 1996 unter dem Namen Aguilar veröffentlicht wurde. Dabei fungierte Storace neben seiner Tätigkeit als Sänger auch als Mitverfasser der Texte. Lediglich «Make My Day II», eine Neueinspielung des schon auf dem Debüt enthaltenen Songs, sang erneut Glenn Hughes ein. Hinsichtlich der musikalischen Ausrichtung etwas rockiger, konnte das zweite Album jedoch nicht an die Erfolge des Vorgängers anknüpfen.

### D/C World
Tony Castell, der im Jahre 2000 als Ersatz für Many Maurer den Bass bei Krokus übernahm, veröffentlichte im Oktober desselben Jahres – ebenfalls als Bassist – mit dem Projekt D/C World ein ebenso betiteltes Coveralbum, das ausschliesslich aus AC/DC-Songs besteht. Die Besonderheit des Tributealbums, das von Leo Leoni, dem Gitarristen von Gotthard, produziert wurde, ist, dass 31 der 32 dargebotenen Coverversionen nur in Fragmenten enthalten sind, die zu insgesamt fünf Medleys zusammengefügt wurden. Lediglich «Ride On» wurde in voller Länge nachgespielt. Neben Tony Castell waren aber noch weitere Musiker an D/C World beteiligt, die ebenfalls im Stammbaum von Krokus auftauchen: Der zum Veröffentlichungszeitpunkt ehemalige aber auch zukünftige Sänger der Band, Marc Storace, nahm sich der Bon-Scott-Songs des Albums an, wohingegen sich der zu Zeiten von Stampede bei der Formation engagierte Frontmann Peter Tanner für die Brian-Johnson-Kompositionen verantwortlich zeichnete. Darüber hinaus wirkten auf D/C World mit Rhythmusgitarrist Dominique Favez und Schlagzeuger Patrick Aeby (hier unter dem Namen Pat Holzhey geführt) zwei Bestandteile der zu diesem Zeitpunkt zukünftigen Rhythmusfraktion von Krokus mit. Komplettiert wurde die Besetzung durch den Leadgitarristen J.J. Bozzy.

### Warrior
Nachdem Marc Storace inzwischen das insgesamt dritte Mal als Frontmann bei Krokus eingestiegen war und mit der Band das erste Nummer-1-Album Rock the Block feierte, erhielt er Mitte 2003 ein Angebot, in der ihm der Sängerposten bei Warrior, einer aus Los Angeles, USA, stammenden Heavy-Metal-Band, angeboten wurde. Diese Offerte kam über Christoph Berger, einem alten Weggefährten aus den frühen 90er Jahren, zustande, der ihm damals bei der Entstehung seines mit dem Gitarristen Vic Vergeat aufgenommenen Soloalbums Blue (1998 als Vergeat/Storace mit dem Titel When a Man... wiederveröffentlicht) unter die Arme Griff, inzwischen allerdings eine führende Position beim amerikanischen Label CMC innehatte. Darüber hinaus kannte Storace den Gitarristen und Bandleader von Warrior, Joe Floyd, von ein paar Treffen, als Krokus in den frühen 80er Jahren in Los Angeles gastierte. Storace sagte letztendlich zu, wohl auch weil die amerikanische Formation neben der Einspielung eines Studioalbums nur ein paar vereinzelte Festivalauftritte geplant hatte und somit für ihn das Nebenengagement mit den Verpflichtungen bei Krokus vereinbar war. Nachfolgend leistete Storace mit der Vervollständigung einiger Textfragmente sowie dem Verfassen weiterer Texte zunächst seinen kompositorischen Beitrag, ehe er im September 2003 die Songs in Gänze einsang. Das insgesamt vierte und bis heute letzte Studioalbum von Warrior erschien letztlich unter dem Titel The Wars of Gods and Men im Februar 2004, allerdings wurden die angedachten Festivalauftritte nicht realisiert, weshalb das Werk keinerlei Livepromotion erfuhr und Storace mit der Band, die im Übrigen nach dem Debüt Fighting for the Earth aus dem Jahre 1985 etwas mehr als 13 Jahre für die Fertigstellung eines Nachfolgers brauchte, folglich nie auf der Bühne stand.

### Biss
Nicht einmal ein Jahr nach dem kurzlebigen Engagement bei Warrior lag Marc Storace schon das nächste Angebot vor, bei dem er sozusagen nebenamtlich ein Studioalbum stimmlich vervollkommnen sollte. Diesmal kam die Anfrage von Biss, einer im Jahr 2000 gegründeten, deutschen Band, deren musikalische Ausrichtung zwischen Hard Rock und Heavy Metal pendelt. Zum Zeitpunkt seines Einstiegs war Storace allerdings bereits der dritte namhafte Sänger in der noch kurzen Bandhistorie: Zunächst sang Fernando Garcia, der ehemalige Frontmann von Victory, das im Januar 2002 veröffentlichte und selbstbetitelte Debütalbum Biss ein, ehe Michael Bormann, der seiner Zeit als Sänger von Jaded Heart aktiv war, das Mikro für das zweite Studioalbum Joker in the Deck übernahm, welches fast exakt ein Jahr nach dem ersten Album erschien. Die Zusammenarbeit von Marc Storace und Biss kam über Bandleader und Gitarrist Ralf Heyne zustande, der den maltesischen Sänger einige Zeit zuvor privat in einem Tierpark kennengelernt hatte und überdies von dessen stimmlichen Qualitäten überzeugt war. Im Gegensatz zu Warrior war Storace bei diesem Nebenprojekt allerdings weitaus weniger intensiv in den Songwritingprozess involviert. Biss hatte prinzipiell schon alle Texte vollständig verfasst, als Storace im Dezember 2004 mit dem Einsingen der Gesangspassagen in den Entstehungsprozess von Face-Off eingriff. Da die Aufnahmen zum insgesamt dritten Studioalbum jedoch schnell voranschritten, blieb noch Zeit, weitere Kompositionen zu vervollständigen und so steuerte Storace mit den Texten zu «Lady of the Night» und «Wiseman» kurzerhand noch zwei eigene lyrische Kreationen bei. Das von Multiinstrumentalist Michael Voss  – u. a. schon bei U.D.O. und Bonfire aktiv und ehemals Sänger von Mad Max – produzierte Album wurde schliesslich im Mai 2005 veröffentlicht, einzelne Konzerte oder gar eine Tour fanden allerdings wohl aufgrund fehlender finanzieller Mittel nicht statt. Nichtsdestotrotz ging die Kooperation von Storace und Biss weiter und dieser Sachverhalt sollte sich auch im Titel des erneut von Voss produzierten Nachfolgers widerspiegeln: X-tension (dt.: Verlängerung) erschien etwa eineinhalb Jahre nach Face-Off, im November 2006, wurde abermals gänzlich von Storace eingesungen und enthält mit «Run for Your Life» und «Born to Ride» wiederum zwei Songs, dessen Texte aus der Feder des Frontmanns stammen. Da nach der Veröffentlichung dieses vierten und bisher letzten Albums der Band allerdings wieder keine Liveauftritte folgten – vermutlich auch wegen der zu der Zeit ausgedehnten Touraktivitäten von Krokus – war X-tension das bis dato letzte Zeugnis der Kollaboration von Marc Storace und Biss.

### Unisonic
Im Dezember 2012 verkündete Krokus überraschend die Rückkehr von Mandy Meyer als fest in der Besetzung integrierten, dritten Gitarristen – ein Novum in der Bandgeschichte. Meyer ist allerdings weiterhin auch für die im Jahre 2009 gegründete, deutsche Heavy-Metal-Band Unisonic aktiv, mit der er im Januar 2012 zunächst die EP Ignition veröffentlichte, ehe im März desselben Jahres das selbstbetitelte Studioalbum Unisonic erschien. Unisonic gehören mit Bassist Dennis Ward und Schlagzeuger Kosta Zafiriou aber zudem zwei weitere Musiker an, die Verbindungen zu Krokus aufweisen: Zafiriou, der zu den Gründungs- aber auch ehemaligen Mitglieder von Pink Cream 69 gehört, hatte der Band erstmals Mitte Oktober 2011 beim Loud Park-Festival in Saitama, Japan, ausgeholfen, ehe er 2012 als Gastschlagzeuger das Studioalbum Dirty Dynamite einspielte. Dennis Ward, der im Gegensatz zu Zafiriou weiterhin ebenfalls bei Pink Cream 69 musiziert, arbeitete erstmals im Jahre 2006 mit Krokus zusammen, als er beim Studioalbum Hellraiser sowohl für den Mix, als auch mit Marc Storace zusammen für die Produktion zuständig war. Nachfolgend zeichnete er sich auch bei den folgenden Werken Hoodoo und Dirty Dynamite für den Mix verantwortlich. Komplettiert wird Unisonic aktuell durch die zwei namhaften Musiker Michael Kiske, dem ehemaligen Sänger von Helloween, sowie Kai Hansen, der in der Vergangenheit ebenfalls bei Helloween aktiv war und seit 1989 zudem als Bandleader von Gamma Ray fungiert.

## Diskografie
Studioalben

| Jahr | Titel                       | Höchstplatzierung, Gesamtwochen, AuszeichnungChartplatzierungen (Jahr, Titel, Platzierungen, Wochen, Auszeichnungen, Anmerkungen) | Höchstplatzierung, Gesamtwochen, AuszeichnungChartplatzierungen (Jahr, Titel, Platzierungen, Wochen, Auszeichnungen, Anmerkungen) | Höchstplatzierung, Gesamtwochen, AuszeichnungChartplatzierungen (Jahr, Titel, Platzierungen, Wochen, Auszeichnungen, Anmerkungen) | Höchstplatzierung, Gesamtwochen, AuszeichnungChartplatzierungen (Jahr, Titel, Platzierungen, Wochen, Auszeichnungen, Anmerkungen) | Höchstplatzierung, Gesamtwochen, AuszeichnungChartplatzierungen (Jahr, Titel, Platzierungen, Wochen, Auszeichnungen, Anmerkungen) | Anmerkungen |
| Jahr | Titel                       | DE | AT | CH | UK | US | Anmerkungen |
| ---- | --------------------------- | --- | --- | --- | --- | --- | --- |
| 1976 | Krokus                      | — | — | — | — | — | Erstveröffentlichung: 29. April 1976 |
| 1977 | To You All                  | — | — | — | — | — | Erstveröffentlichung: 29. April 1977 |
| 1978 | Pay It in Metal/Pain Killer | — | — | — | — | — | Erstveröffentlichung: 30. Oktober 1978 |
| 1980 | Metal Rendez-Vous           | — | — | CH— ×4VierfachplatinCH | — | — | Erstveröffentlichung: 30. Juni 1980 Verkäufe: + 200.000                                                                                                  |
| 1981 | Hardware                    | DE56 (2 Wo.)DE | AT16 (3 Wo.)AT | — | UK44 (4 Wo.)UK | US103 (12 Wo.)US | Erstveröffentlichung: 18. Februar 1981 |
| 1982 | One Vice at a Time          | DE38 (7 Wo.)DE | — | — | UK28 (5 Wo.)UK | US53 (20 Wo.)US | Erstveröffentlichung: 1. März 1982 |
| 1983 | Headhunter                  | — | — | CH44 (1 Wo.)CH | UK74 (2 Wo.)UK | US25 Gold · (41 Wo.)US | Erstveröffentlichung: 25. April 1983 Wiederveröffentlichung: 17. März 2023 (40th Anniversary) Verkäufe: + 550.000 in der Schweiz erst 2023 in den Charts |
| 1984 | The Blitz                   | DE55 (2 Wo.)DE | — | CH6 (8 Wo.)CH | — | US31 Gold · (27 Wo.)US | Erstveröffentlichung: 22. August 1984 Verkäufe: + 550.000                                                                                                |
| 1986 | Change of Address           | — | — | CH6 (12 Wo.)CH | — | US45 (17 Wo.)US | Erstveröffentlichung: 16. Juni 1986 |
| 1988 | Heart Attack                | — | — | CH5 (8 Wo.)CH | — | US87 (11 Wo.)US | Erstveröffentlichung: 25. März 1988 |
| 1990 | Stampede                    | — | — | CH18 (6 Wo.)CH | — | — | Erstveröffentlichung: 14. November 1990 |
| 1995 | To Rock or Not to Be        | — | — | CH5 (15 Wo.)CH | — | — | Erstveröffentlichung: 29. April 1995 |
| 1999 | Round 13                    | — | — | CH35 (5 Wo.)CH | — | — | Erstveröffentlichung: 8. Oktober 1999 |
| 2003 | Rock the Block              | DE69 (1 Wo.)DE | — | CH1 Gold · (11 Wo.)CH | — | — | Erstveröffentlichung: 18. Januar 2003 Verkäufe: + 20.000                                                                                                 |
| 2006 | Hellraiser                  | — | — | CH2 Gold · (9 Wo.)CH | — | — | Erstveröffentlichung: 15. September 2006 Verkäufe: + 20.000                                                                                              |
| 2010 | Hoodoo                      | DE33 (4 Wo.)DE | — | CH1 Platin · (26 Wo.)CH | — | — | Erstveröffentlichung: 26. Februar 2010 Verkäufe: + 30.000                                                                                                |
| 2013 | Dirty Dynamite              | DE17 (3 Wo.)DE | AT46 (2 Wo.)AT | CH1 Platin · (22 Wo.)CH | — | — | Erstveröffentlichung: 22. Februar 2013 Verkäufe: + 30.000                                                                                                |

grau schraffiert: keine Chartdaten aus diesem Jahr verfügbar

## Belege
1. ↑  blick.ch – Wir sind kein besoffener Haufen mehr. Abgerufen am 1. April 2013.
2. 1 2  chrisvonrohr.ch – Krokus forever (PDF; 815 kB). Zuletzt abgerufen am 1. April 2013.
3. 1 2  kaktus-rock.ch – History – Kaktus 1970 (Memento vom 16. Februar 2015 im Internet Archive). Zuletzt abgerufen am 25. Juni 2015.
4. 1 2 3  krokusonline.seven49.net – Chronological – Krokus (First). Zuletzt abgerufen am 1. April 2013.
5. ↑  Chris von Rohr: Hunde wollt ihr ewig rocken. Mein Trip durch den Rockdschungel. 1991, S. 119–121.
6. ↑  krokusonline.seven49.net – Musical (Instruments) – Daniel Debritt. Abgerufen am 1. April 2013.
7. 1 2 3 4  krokusonline.seven49.net – Chronological – To You All. Zuletzt abgerufen am 1. April 2013.
8. ↑  Chris von Rohr: Hunde wollt ihr ewig rocken. Mein Trip durch den Rockdschungel. 1991, S. 123, 127.
9. ↑  Chris von Rohr: Hunde wollt ihr ewig rocken. Mein Trip durch den Rockdschungel. 1991, S. 129.
10. ↑  Chris von Rohr: Hunde wollt ihr ewig rocken. Mein Trip durch den Rockdschungel. 1991, S. 129.
11. ↑  Chris von Rohr: Hunde wollt ihr ewig rocken. Mein Trip durch den Rockdschungel. 1991, S. 130–131.
12. ↑  Chris von Rohr: Hunde wollt ihr ewig rocken. Mein Trip durch den Rockdschungel. 1991, S. 140.
13. 1 2 3 4 5 6 7 8 9 10  krokusonline.seven49.net – Chronological – Painkiller. Zuletzt abgerufen am 1. April 2013.
14. 1 2 3 4 5 6 7 8  krokusonline.seven49.net – Chronological – Metal Rendez-Vous. Zuletzt abgerufen am 1. April 2013.
15. ↑  Chris von Rohr: Hunde wollt ihr ewig rocken. Mein Trip durch den Rockdschungel. 1991, S. 166.
16. ↑  krokusonline.seven49.net – News – Quadruple Platinum For Metal Rendez-Vous. Abgerufen am 4. März 2014.
17. ↑  Chris von Rohr: Hunde wollt ihr ewig rocken. Mein Trip durch den Rockdschungel. 1991, S. 163.
18. 1 2 3  krokusonline.seven49.net – Chronological – Hardware. Zuletzt abgerufen am 17. Mai 2013.
19. ↑  Chartplatzierung für Industrial Strength in Großbritannien. In: officialcharts.com. Abgerufen am 23. November 2024 (englisch).
20. 1 2  bernerzeitung.ch – 50 Jahre Berner Rock – No Blues, Thommy. Zuletzt abgerufen am 1. April 2013.
21. ↑  krokusonline.seven49.net – Musical (Instruments) – Mark Kohler. Abgerufen am 1. April 2013.
22. 1 2 3 4  krokusonline.seven49.net – Chronological – One Vice at a Time. Zuletzt abgerufen am 17. Mai 2013.
23. 1 2 3 4 5  krokusonline.seven49.net – Chronological – Headhunter. Zuletzt abgerufen am 17. Mai 2013.
24. 1 2 3 4 5 6 7 8 9  krokusonline.seven49.net – Chronological – The Blitz. Zuletzt abgerufen am 1. April 2013.
25. 1 2  krokusonline.seven49.net – Chronological – Change of Address. Zuletzt abgerufen am 1. April 2013.
26. 1 2 3 4  krokusonline.seven49.net – Chronological – Heart Attack. Zuletzt abgerufen am 17. Mai 2013.
27. 1 2 3 4 5  krokusonline.seven49.net – Press – Stampede. Zuletzt abgerufen am 17. Mai 2013.
28. 1 2  krokusonline.seven49.net – Chronological – Stampede. Zuletzt abgerufen am 2. April 2013.
29. 1 2 3  krokusonline.seven49.net – Chronological – To Rock or Not to Be. Zuletzt abgerufen am 2. April 2013.
30. 1 2 3 4  krokusonline.seven49.net – Chronological – Round 13. Zuletzt abgerufen am 11. April 2013.
31. ↑  krokusonline.seven49.net – Musical (Instruments) – Carl Sentance. Abgerufen am 10. April 2013.
32. 1 2 3 4 5 6 7  krokusonline.seven49.net – Chronological – Rock the Block. Zuletzt abgerufen am 2. April 2013.
33. ↑  imdb.com – Krokus – As Long as We Live. Abgerufen am 29. April 2013.
34. 1 2  hitparade.ch – Music News – Krokus: von Rohr und von Arb zusammen am jammen. Zuletzt abgerufen am 30. April 2013.
35. 1 2 3 4 5 6 7  krokusonline.seven49.net – Chronological – Hellraiser. Zuletzt abgerufen am 2. April 2013.
36. ↑  bravewords.com – News – Krokus-Drummer Undergoes Hernia Operation. Abgerufen am 3. April 2013.
37. 1 2 3 4 5 6 7 8 9 10 11 12  krokusonline.seven49.net – Tour. Zuletzt abgerufen am 21. November 2016.
38. ↑  krokusonline.seven49.net – History – From the Beginning: The History of a Swiss Rock Giant. Abgerufen am 2. April 2013.
39. 1 2  Krokus bei Myspace. Zuletzt abgerufen am 6. Mai 2013.
40. ↑  setlist.fm – Krokus Setlist at Heitere Open Air, Zofingen, Switzerland. Abgerufen am 2. April 2013.
41. ↑  krokusonline.seven49.net – News – Hoodoo Turns Platinum in Switzerland. Abgerufen am 2. April 2013.
42. ↑  underground-empire.com – News – Cemu Spadino † (Memento vom 4. März 2016 im Internet Archive). Abgerufen am 25. Juni 2015.
43. ↑  blabbermouth.net – News Archive – Krokus Drummer Quits. Abgerufen am 2. April 2013.
44. 1 2  metalfactory.ch – Interview: Krokus. Zuletzt abgerufen am 7. Mai 2013.
45. ↑  ffm-rock.de – Krokus – Abbey Road Studios-from The Beatles to Krokus. Abgerufen am 2. April 2013.
46. 1 2  krokusonline.seven49.net – News – Mandy Meyer Rejoins Krokus!. Zuletzt abgerufen am 7. Mai 2013.
47. ↑  youtube.com – Krokus – Easy Rocker. Abgerufen am 3. April 2013.
48. ↑  krokusonline.seven49.net – News – Platinum for Krokus. Abgerufen am 17. Mai 2013.
49. ↑  krokusonline.seven49.net – News – Ex-Krokus Dani Crivelli R.I.P. (Memento vom 2. März 2010 im Internet Archive). Abgerufen am 23. April 2013.
50. ↑  schweizer-illustrierte.ch – Mysteriöser Tod von Drummer Crivelli. Abgerufen am 24. April 2013.
51. ↑  sonntagonline.ch – Hunde wollen ewig rocken. Abgerufen am 26. April 2013.
52. ↑  dani-loeble.de – News – Due to a Severe Cold, Dani Had to Cancel the Krokus Shows (Memento vom 4. März 2016 im Internet Archive). Abgerufen am 13. Mai 2013.
53. ↑  krokusonline.seven49.net – News – Meet Our New Drummer Flavio Mezzodi. Abgerufen am 12. Mai 2013.
54. ↑  krokusonline.seven49.net – News – Charity Show For Kids – August 30th At Kofmehl Solothurn. Abgerufen am 4. März 2014.
55. ↑  Krokus To Release Long Stick Goes Boom – Live in da House of Rust. Abgerufen am 4. März 2014.
56. ↑  hitparade.ch – Krokus – Long Stick Goes Boom – Live From Da House Of Rust. Abgerufen am 25. März 2015.
57. 1 2  krokusonline.seven49.net – Musical (Instruments) – Dominique Favez. Zuletzt abgerufen am 29. Juni 2015.
58. ↑  schweizer-illustrierte.ch – Buhrufe für Köppel im Hallenstadion. Abgerufen am 25. März 2015.
59. ↑  krokusonline.seven49.net – Guestbook (Memento vom 26. Juni 2015 im Internet Archive). Abgerufen am 25. Juni 2015.
60. ↑  latimes.com – Still room on heavy-metal Monsters Of Rock Cruise in April. Abgerufen am 25. Juni 2015.
61. ↑  blick.ch – Die Girls sind so wild wie an der Luzerner Fasnacht. Abgerufen am 25. Juni 2015.
62. ↑  blick.ch – People – People Schweiz – Wilde Kerle! – Krokus überraschen mit Cover-CD. Abgerufen am 12. April 2017.
63. 1 2  hitparade.ch – Krokus – Big Rocks. Zuletzt abgerufen am 12. April 2017.
64. ↑  Krokus bei Sweden Rock 2019. Abgerufen am 3. Dezember 2023.
65. ↑  2019 | Graspop Metal Meeting 2024. Abgerufen am 3. Dezember 2023 (niederländisch).
66. ↑  Rock Fest Barcelona 2019: Line-Up. Abgerufen am 3. Dezember 2023.
67. 1 2  Krokus: Adios Amigos Live At Wacken (Review/Kritik) - Album-Rezension (Hardrock/Blues-Rock). Abgerufen am 2. Dezember 2023.
68. ↑  Krokus - Adios amigos - Live @ Wacken. Abgerufen am 2. Dezember 2023.
69. ↑  Stefan Strittmatter: Bildstrecke - Krokus an der Baloise-Session. 26. Oktober 2019, abgerufen am 3. Dezember 2023.
70. ↑  Dominik Hug, Blick, Ringier Verlag: Letztes Krokus-Konzert in der Schweiz. In: www.blick.ch. Ringier Axel Springer Schweiz, 7. Dezember 2019, abgerufen am 2. Dezember 2023.
71. ↑  Jean-Claude Galli: Krokus auf Abschiedstour: Bye-bye auf hoher See mit 3000 heissblütigen Fans. In: www.blick.ch. Ringier Axel Springer Schweiz, 16. Februar 2020, abgerufen am 2. Dezember 2023.
72. ↑  Coryse Borg: Hard rock band Krokus receive award to commemorate 15 million albums sold. 16. Dezember 2019, abgerufen am 3. Dezember 2023 (amerikanisches Englisch).
73. ↑  Denkmal für Band Krokus - «In Solothurn entstanden die besten Krokus-Songs». 30. August 2022, abgerufen am 2. Dezember 2023.
74. ↑  Dominik Bloch: 2000 Jahre Solothurn: Open Air zum Jubiläum. 11. September 2022, abgerufen am 2. Dezember 2023.
75. ↑  Krokus - Zeche Bochum. Abgerufen am 3. Dezember 2023 (deutsch).
76. ↑  KROKUS. In: LKA Longhorn. Abgerufen am 3. Dezember 2023 (deutsch).
77. ↑  Dominik Hug: Sensations-Comeback der Rockband! Krokus blühen wieder. In: www.blick.ch. Ringier Axel Springer Schweiz, 24. Mai 2022, abgerufen am 3. Dezember 2023.
78. ↑  Krokus | Good News Productions AG. Abgerufen am 3. Dezember 2023.
79. ↑  Jungfrau Zeitung: Jungfrau Zeitung - «Krokus-Abschiedstour? Nein, wir wollen weiter zusammen abrocken!» Abgerufen am 3. Dezember 2023.
80. ↑  #Lineup. Abgerufen am 3. Dezember 2023.
81. ↑  Summerside Festival | Grenchen, SO. Abgerufen am 3. Dezember 2023.
82. ↑  Startseite. Abgerufen am 3. Dezember 2023 (Schweizer Hochdeutsch).
83. 1 2  musik-sammler.de – The Heavy’s. Zuletzt abgerufen am 11. April 2013.
84. ↑  hitparade.ch – The Heavy’s-Metal Marathon. Abgerufen am 11. April 2013.
85. ↑  80s.takemetal.com. Abgerufen am 11. April 2013.
86. ↑  rockdetector.com – Ain’t Dead Yet – Biography (Memento vom 5. März 2016 im Internet Archive). Abgerufen am 11. April 2013.
87. ↑  biwidus.ch – Swiss Heavy Metal: Ain’t Dead Yet. Abgerufen am 11. April 2013.
88. 1 2  alldp.narod.ru – Manfred Ehlert’s Amen – Manfred Ehlert’s Amen. Zuletzt abgerufen am 15. April 2013.
89. ↑  hitparade.ch – Manfred Ehlert’s Amen feat. Glenn Hughes and Marc Storace – Amen. Abgerufen am 15. April 2013.
90. 1 2 3  manfredehlert.ch – Diskografie – 1996 Manfred Ehlert’s Amen II: Aguilar (Memento vom 9. Juni 2013 im Internet Archive). Zuletzt abgerufen am 15. April 2013.
91. ↑  spirit-of-metal.com – AC/DC – Tributes. Abgerufen am 11. April 2011.
92. 1 2 3  heavymetal.ch – D/C World (Memento vom 2. Mai 2013 im Internet Archive). Zuletzt abgerufen am 11. April 2013.
93. ↑  blacksheep.ch – Wir haben es gespürt: Der Rock kommt zurück (Memento vom 12. Dezember 2009 im Internet Archive). Abgerufen am 11. April 2013.
94. 1 2 3  hmbreakdown.de – Archiv – Warrior 05-04 (Memento vom 13. Juli 2014 im Internet Archive). Zuletzt abgerufen am 15. April 2013.
95. ↑  home-of-rock.de – Interview – Warrior und Krokus: Marc Storace schafft beides! (Memento vom 14. Mai 2005 im Internet Archive). Abgerufen am 4. Dezember 2015.
96. ↑  rockdetector.com – Warrior – Biography (Memento vom 6. August 2011 im Internet Archive). Abgerufen am 16. April 2013.
97. ↑  myrevelations.de – Interviews – Biss – Der Name ist Programm. Abgerufen am 22. April 2013.
98. 1 2  hmbreakdown.de – Archiv – Biss 12-05 (Memento vom 7. März 2014 im Internet Archive). Zuletzt abgerufen am 22. April 2013.
99. ↑  sonny1968.de – Interviews – Biss – Jeder hat seine eigenen Qualitäten. Abgerufen am 22. April 2013.
100. ↑  sonny1968.de – Specials – Biss. Abgerufen am 22. April 2013.
101. ↑  myrevelations.de – Interviews – Biss – Der rockende Doktor. Abgerufen am 22. April 2013.
102. ↑  hmbreakdown.de – Archiv – Biss 11-06 (Memento vom 7. März 2014 im Internet Archive). Abgerufen am 22. April 2013.
103. 1 2  mandymeyer.ch – Aktuelles. Zuletzt abgerufen am 7. Mai 2013.